# ایزیری ۲۹۰۰
ایزیری ۲۹۰۰ استاندارد مصوب مرداد ۱۳۶۸ مؤسسهٔ استاندارد و تحقیقات صنعتی ایران است که به «کد تبادل اطلاعات به زبان فارسی» می‌پردازد و سعی دارد برای ضبط و پردازش علائم زبان فارسی در رایانه‌ها، کدهایی ۷ بیتی را به هر علامت اختصاص دهد.
به علت قدیمی بودن و کم‌تجربگی استانداردگزار، ضعف‌های زیادی در این استاندارد به چشم می‌خورد و در عمل قابل پیاده‌سازی نبود. با آمدن ایزیری ۳۳۴۲ این استاندارد از دور خارج شد.